# Konviktsbibliothek Wilhelmsstift
Seit der Gründung des Wilhelmsstifts gibt es dort eine eigene Konviktsbibliothek. Sie zählt heute mehr als 300.000 Bände und gehört zu den größten und bedeutendsten Seminarbibliotheken Deutschlands. Sie ist Mitglied der Arbeitsgemeinschaft Katholisch-Theologischer Bibliotheken (AKThB).

## Einrichtungen
Die Konviktsbibliothek des Wilhelmsstifts umfasst fünf separate Einrichtungen und vier eigenständige Bibliotheken unter einem Dach.
- Zentraler Lesesaal im Ostflügel
- Getzeny-Institut im Nordflügel
- Königliche Handbibliothek im Ostflügel
- Bibliothek des Geschichtsvereins der Diözese Rottenburg-Stuttgart
- Diözesanarchiv des Bistums Rottenburg-Stuttgart

## Geschichte
Gegründet wurde die Bibliothek am 22. Januar 1818, der Tag, an dem die „Organischen Bestimmungen“ erlassen wurden. Zu Beginn waren die Bestände der Konviktsbibliothek rar, bis zur vollen Funktionstauglichkeit dauerte es noch einige Jahre. Mit der Zeit wurde die Bibliothek in hohem Maße zum Auffangbecken für säkularisiertes Bibliotheksgut. Der Bestand an Klosterbüchern umfasst heute ca. 25.000 Bände. Das hat die Bibliothek den ersten Direktoren zu verdanken, die bemüht waren, aus dem reichen Fundus aufgelöster Klosterbibliotheken vor allem theologische Bücher für die Institution zu gewinnen. Aus den Vorgängereinrichtungen, dem Franziskanerkloster und dem Collegium illustre, waren keine Bücher mehr im Hause. Die ersten Bücherlieferungen trafen ein aus der Bibliothek der Augustinereremiten in Uttenweiler, aus der Kapuziner- und Karmeliterbibliothek in Rottenburg und aus dem Kollegiatstift Wolfegg.